# Munidopsis tuberipes
Munidopsis tuberipes is een tienpotigensoort uit de familie van de Munidopsidae. De wetenschappelijke naam van de soort is voor het eerst geldig gepubliceerd in 2011 door Komai.